# Пила
Пила́ — инструмент со множеством резцов, обычно зубьев, для разрезания (распиловки) различных материалов: древесины, металла, пластика, камня и других.
Обычно пила имеет вид металлической удлинённой пластины или диска, на рабочей кромке которой расположены зубья.
Существуют также беззубые пилы, режущая кромка которых выполнена в виде закреплённого абразивного напыления (например, алмазного — для резки камня) или пилы из железа или меди (бронзы) со свободным абразивом (обычный песок, корунд, железные шарики, оксид железа).
Гибкие пилы представляют собой трос из металла или другого материала с закреплённым или свободным абразивом или полотна в виде набора элементов, как у цепных пил. Также пилами называют инструменты, станки и устройства, использующие пилу, — например, «бензопила, электропила».
Есть альтернативные версии пилы: бензопила, круглая пила, лобзик, шлифовальная машинка,самая младшая пила это реноватор вибрационная пила с разными насадками
Курьёзным способом использования ручной двуручной пилы является её применение в качестве музыкального инструмента.

## Этимология
Считается, что основа слова пила происходит из праславянского языка *pila; откуда также бел. піла, укр. и болг. пила, пол. рiɫа, чеш. рilа, словац. и словен. рílа. Предполагается, что в славянские языки слово попало путём заимствования из германских языков (ср. древн.-нем. fîla, fîhala («напильник»), древн.-сакс. fîla, англ. file), что является родственным греч. πείκω («чешу», «стригу», «царапаю»), πικρός («острый») и древн.-инд. piṃc̨áti («вырубает»).

## История
Пила является одним из древнейших орудий труда. Небольшие, чаще кремнёвые, орудия применялись уже в эпоху неолита (7—3 тысяч лет до н.э.). Каменные пилы имели сплошное или набранное из отдельных элементов лезвие. Также в древности применяли гибкие верёвочные пилы и беззубые со свободным абразивом. Использовались также пилы из обсидиана, морских раковин и акульих зубов.
Пилы упомянуты ещё в Ветхом Завете (Ис. 10:15). 
Медные пилы появились в Древнем Египте (около 3100-2866 гг. до н. э.); много медных пил было найдено в могиле № 3471, датируемой правлением Джера (31 век до н. э.). 
Согласно же китайской легенде, пила была изобретена Лу Банем.
Пилы позволили усовершенствовать деревообработку. Плотничья пила была известна носителям минойской цивилизации бронзового века. 
Бронзовыми пилами славились этруски.
Первые железные пилы изобрели скандинавы. Пилы отливались в каменных формах. Однако из-за низкого качества такие пилы не выдерживали конкуренцию с топорами.
Спустя много столетий в Древней Греции начали делать пилы методом ковки, что позволило добиться высокой твёрдости металла и, как следствие, повысить качество изделий.
В древнегреческих мифах изобретение пилы приписывается Талосу, племяннику и ученику Дедала. 
О железных пилах (serrae) упоминает Фома Аквинский в Cумме теологии (III, 74, 2)
В 1926 году была запатентована механическая цепная пила на основе электродвигателя, а в 1929 году появилась первая бензопила.
- Бог солнца древневавилонского пантеона (крайний справа) с ручной пилой
- Бронзовая пила XVII века до н. э. из Акротири. Музей Тиры доисторического времени
- Художник и плотник на фреске из гробницы Небамона и Ипуки (ок. 1350-1300 годов до н. э.). Древний Египет
- Пила на иллюстрации ок. 1425 года
- Запись звукового эффекта в 1930-х годах
- Исполнитель на музыкальной пиле на улице Праги

## Виды пил
По характеру движения различают пилы:
- ножовочные — длинное узкое полотно совершает возвратно-поступательные движения
- круглые (дисковые) — диск с внешней режущей кромкой, вращающийся на валу.
- ленточные — в виде замкнутой гибкой ленты, натянутой между двумя вращающимися шкивами.
- цепные — пила, рабочей частью которой является цепь, замкнутая в кольцо и перемещающаяся по направляющей шине.

|  |  |  |  |

Ручные пилы бывают двуручные и одноручные.
По конструкции инструмента различают:
- лучковые — тонкое полотно натянуто между двумя держателями
- ножовка — само полотно обладает достаточной прочностью и упругостью, чтобы удерживать форму.

|  |  |

По назначению (что режут) различают пилы:
- по дереву — наиболее распространенный вид пилы, отличающийся разнообразием зубьев, ручек, строением[11].

Размер зубьев: высота 1—18 мм, ширина у основания 1,5—12 мм. Крупные зубья режут древесину более производительно, но оставляют грубый пропил; средние — пилят медленнее, но пропил у них более чистый; мелкие — режут древесину чисто, но очень медленно. Заточка зубьев: импульсная заточка — быстрее всего тупятся, но можно повторно заточить; закаленный зуб — дольше остается острым, но нельзя повторно заточить, 3D-заточка — очень острый, позволяет резать к себе и от себя.
- по металлу — эта пила обычно называется ножовкой[11]. Имеет сравнительно узкое сменное полотно, натянутое между концами П-образной металлической скобы. С небольшими относительно других пил зубьями (высота 1—1,5 мм, ширина 1,2—2 мм)
- по ячеистому бетону — эта пила обычно имеет тефлоновое покрытие и твердосплавные напайки на каждом втором зубе.
- по гипсокартону — у этой пилы заостренное стальное полотно.
- по камню[11] и т. п. Обычно это различные виды электрических пил. Часто для резки камня используют несколько типов алмазных пил, крепя их в станке, конструкция которого зависит от размеров разрезаемых камней и цели распиловки камня. Алмазная пила — это тонкий диск с мелкими алмазами по краю. Пилит не сам диск, а мельчайшие невидимые частицы алмаза, расположенные по краю диска.

Материалы пил (из чего изготовлены):
- латунь — в основном для нашлёпки поверх нерабочей поверхности и для соединения с ручкой;
- железо — в самых дешёвых пилах; этот материал вытеснен сталью;
- цинк или медь — только для резки кристаллов соли на кухне;
- сталь — наиболее широко распространённый материал из-за дешевизны, лёгкости обработки, прочности;
- алмаз — благодаря максимальной твёрдости используется для резки твёрдых материалов, таких как камень, бетон, асфальт, кирпич, керамика, стекло, полупроводники, драгоценные камни;
- быстрорежущая сталь — для резки стали, меди, алюминия и других металлов. Для резки стали используются сплавы кобальта.
- карбид вольфрама — также используется для резки твёрдых материалов; по сравнению с быстрорежущей сталью ещё более твёрдый, но менее гибкий материал.

## Технологические особенности
В зависимости от материала, для которого предназначена конкретная пила, подбираются оптимальные форма, длина и ширина зубьев, дополнительные элементы (прорези в дисках, накладки на зубья) и скорость движения инструмента. Функционально зубья предназначены для механического разрушения материала или разделения волокон (например, дерева) и удаления из места пропила образовавшихся частиц (опилок).
Для предотвращения заклинивания зубья пилы разводят через один (иногда также применяется «тройная разводка») в разные стороны, что расширяет распил. С этой же целью применяется придание зубьям формы трапеции или их расклёпка.

## Типы пил
- Абразивная пила
- Ажурная пила
- Двуручная пила
- Круглая пила
- Кольцевая пила
- Ленточная пила
- Лучковая пила
- Ножовка
- Пила Джильи
- Пила Воячека
- Рамная пила
- Ручная пила
- Сабельная пила
- Цепная пила
- Электрическая дисковая пила
- Медицинская пила